# Gracilosphya elongata
Gracilosphya elongata är en skalbaggsart. Gracilosphya elongata ingår i släktet Gracilosphya och familjen långhorningar.

## Underarter
Arten delas in i följande underarter:
- G. e. elongata
- G. e. suturalis
- G. e. immaculata